# The Point
The Point es un rascacielos residencial de 67 pisos ubicado en el extremo de Punta Paitilla, Panamá; frente a la bahía de Panamá.
Esta edificación fue concluida e inaugurada a principios del 2011 y para entonces fue el edificio más alto de Panamá y Latinoamérica.
Este edificio por estar en una ubicación privilegiada, además de su altura, es el que más sobresale en el horizonte de la ciudad de Panamá, y es visible desde muy lejos.

## Datos clave
- Altura: 266 m
- Condición: Construido
- Rango: 	
  - En Panamá: 2010: 1º lugar
  - En Latinoamérica: 2010: 1º lugar
  - En el Mundo: 2010: entre los 200 edificios más altos del mundo